# Melodies & Memories (アルバム)
『Melodies & Memories』（メロディーズ・アンド・メモリーズ）は1994年11月16日にSony Recordsから発売されたTUBEのセルフカバー・アルバム（規格品番はSRCL 3023）。2003年5月2日にSony Music Associated Recordsから再発売されている（規格品番はAICL 1432）。

## 内容
2曲目「Melodies & Memories」を除き、これまでに発表した楽曲からバラード曲を選曲、新録音している。一部の非バラード曲はバラード調に編曲されている。
初回限定盤には特別仕様のホワイトボックスが付いている。

## 収録曲
| 全作詞: 前田亘輝、全編曲: TUBE。 |                                       |           |            |      |
| #                                | タイトル                              | 作詞      | 作曲       | 時間 |
| 1.                               | 「週末Only You」                      | 前田亘輝  | 松本玲二   | 3:18 |
| 2.                               | 「Melodies & Memories」               | 前田亘輝  | 春畑道哉   | 5:12 |
| 3.                               | 「十年先のラブストーリー」            | 前田亘輝  | 春畑道哉   | 6:01 |
| 4.                               | 「Remember Me」                       | 前田亘輝  | 栗林誠一郎 | 5:39 |
| 5.                               | 「冬の海岸通り」                      | 亜蘭知子  | 小田裕一郎 | 4:45 |
| 6.                               | 「明日への道」                        | 森山進治  | 織田哲郎   | 6:22 |
| 7.                               | 「Stories」                           | 前田亘輝  | 春畑道哉   | 6:29 |
| 8.                               | 「Melody（君のために…）」             | 前田亘輝  | 角野秀行   | 5:32 |
| 9.                               | 「Close Your Eyes, Hold Your Dreams」 | 森山進治  | 織田哲郎   | 3:40 |
| 10.                              | 「サンディー」                        | 亜蘭知子  | 織田哲郎   | 5:13 |
| 11.                              | 「君となら」                          | 前田亘輝  | 春畑道哉   | 5:10 |
| 12.                              | 「Love Song」                         | 前田亘輝  | 春畑道哉   | 7:26 |
| 合計時間:                        | 合計時間:                             | 合計時間: | 64:47      |      |

## ゲストミュージシャン
- 小野塚晃 - サウンドアドバイザー、ピアノ（#4,5,6,9,11,12）オルガン（#4,7,8,10）、シンセ（#2,3,6,9,11,12）
- 池田大介 - ストリングスアレンジ（#3,4,12）、シンセ（#2,4,6,7,8,9,10,12）
- 勝田一樹 - サックス（#6,10,12）
- 栗林誠一郎 - コーラス（#3,6,8,9,11）
- 坪倉唯子 - コーラス（#6,12）
- 生沢佑一 - コーラス（#4,6）
- 牧穂エミ - コーラス（#2）
- 伊藤一義 - コーラス（#4,6）
- 和田恵子 - コーラス（#12）
- 鈴木康志 - コーラス（#1,2,7）
- Dick Marx - ストリングスアレンジ（#6,11）
- Jimmy Haskell - ストリングスアレンジ（#5）
- Jerry Hey - ホーンアレンジ（#9）トランペット（#9）

## クレジット
- 小松久 - 原盤制作ディレクター
- 池田大介 - アシスタントディレクター
- 鈴木謙一 - アートディレクター
- わたせせいぞう - イラスト（ジャケット、インナー全て）
- 中島正雄 - スーパーバイザー
- B・M・F - エグゼクティブ・プロデューサー
- 橋爪健康 - エグゼクティブ・プロデューサー
- 菅原潤一 - エグゼクティブ・プロデューサー